# Куше (филателия)

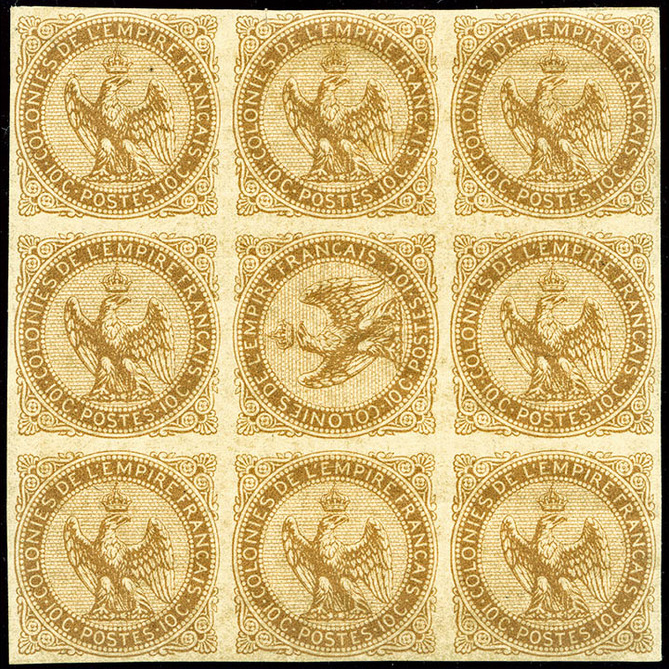

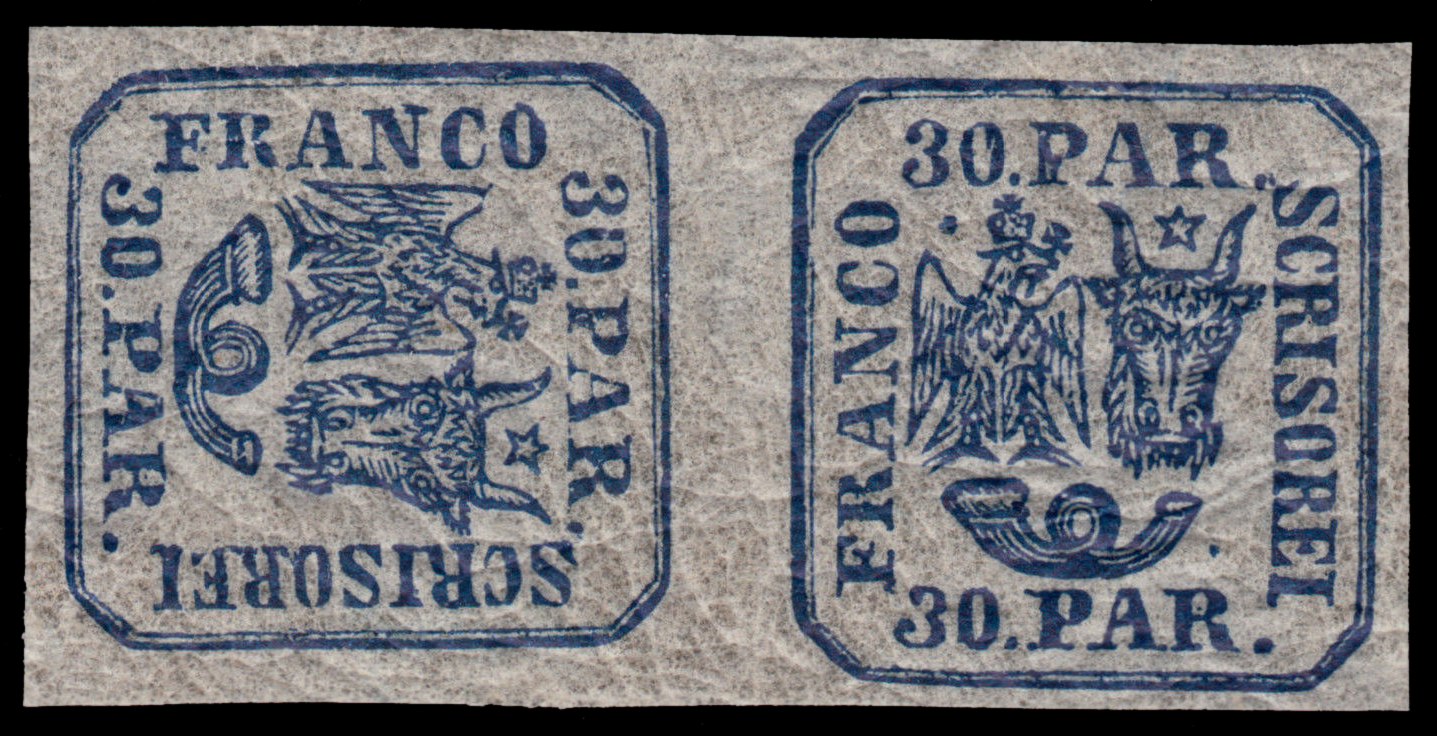
Куше из марок Объединённого княжества Валахии и Молдавии (1862, 30 парале)

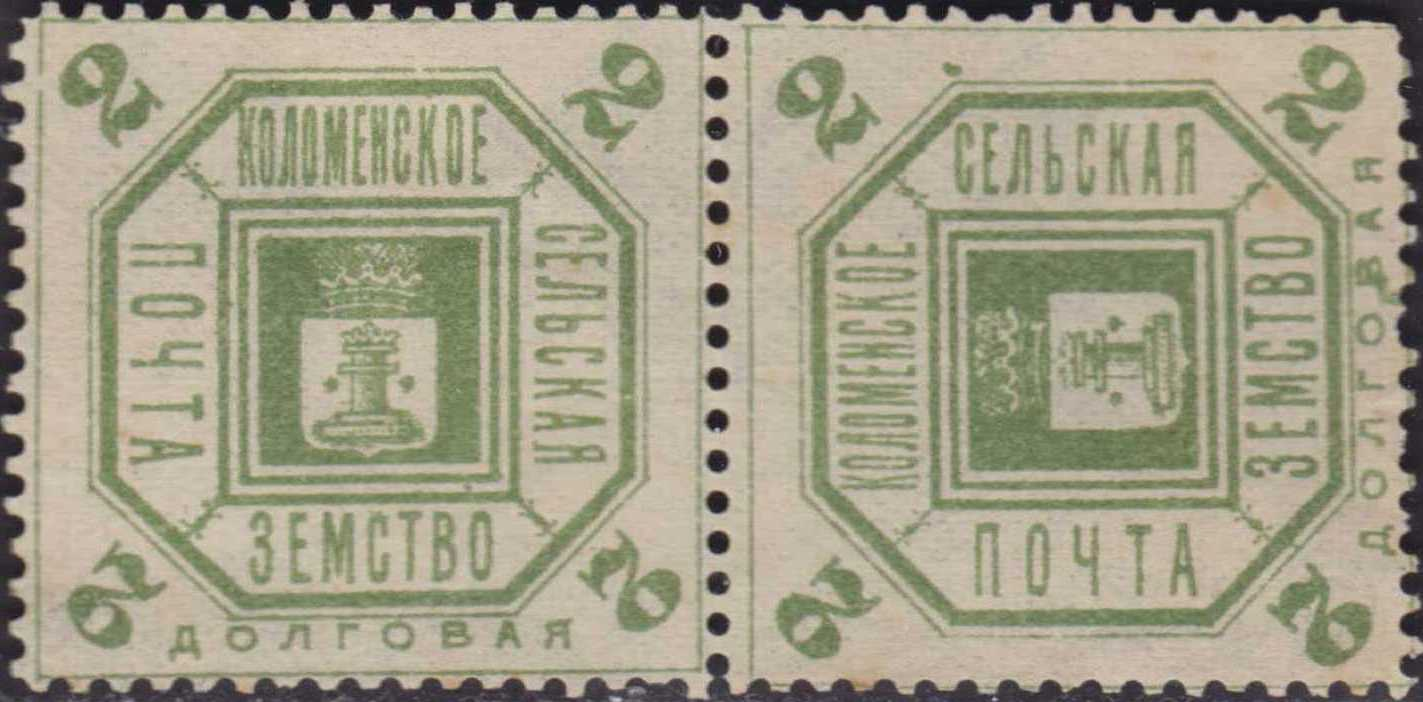

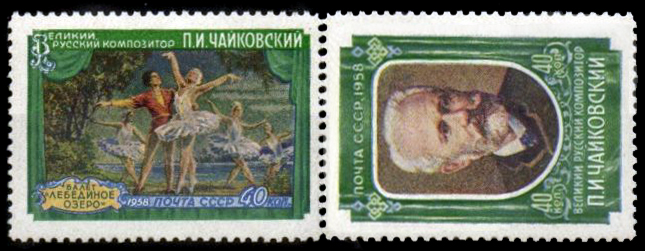

Куше́ (от фр. timbre couché, «марка лёжа») — филателистическое название сцепки из двух почтовых марок, рисунки которых повернуты под углом 90° один к другому.

## Описание
Куше как вариант взаимного расположения марок изначально мог возникать либо случайно, когда (особенно при печати квадратных марок) оказывалась неправильно ориентированной печатная форма, либо намеренно — по одной из двух производственных причин или их комбинации:
- Для экономии бумаги марочного листа, если его заранее заданный размер не был «кратен» печатаемой прямоугольной марке в вертикальном положении — тогда на остававшемся узком поле дополнительно располагали марки «лёжа».
- Для удобства счёта, когда совокупная номинальная стоимость марок в листе должна составить заранее заданную (чаще всего ровную, кратную 10) сумму.

Подобное взаимное расположение марок в листе попадается довольно редко, реже, чем тет-беш, поскольку лист с оттиском «лежащей» марки среди нормально напечатанных визуально заметнее аналогичного листа с перевёрнутым оттиском — а значит, непреднамеренное куше легче отбраковать уже на этапе изготовления.
Позже, с развитием полиграфии и филателии, вариант куше стал иногда использоваться как способ привлечения дополнительного внимания коллекционеров к выпуску.

## История
Куше стали появляться во второй половине XIX века — начале XX века. Одним из самых ранних примеров куше может служить марка из выпуска 1859 года для французских колоний номиналом в 10 сантимов[≡].
В истории российской филателии куше первоначально было отмечено лишь в листах некоторых земских марок[≡]. В советский период куше встречается в листах марок серии «Международный конкурс имени П. И. Чайковского в Москве» 1958 года: в центральной полоске куше образуют две разные марки[≡].